# Nokia 9500
Nokia 9500 là thiết bị truyền thông (Communicator) dùng Symbian OS phiên bản v7.0s Series 80 của Nokia.

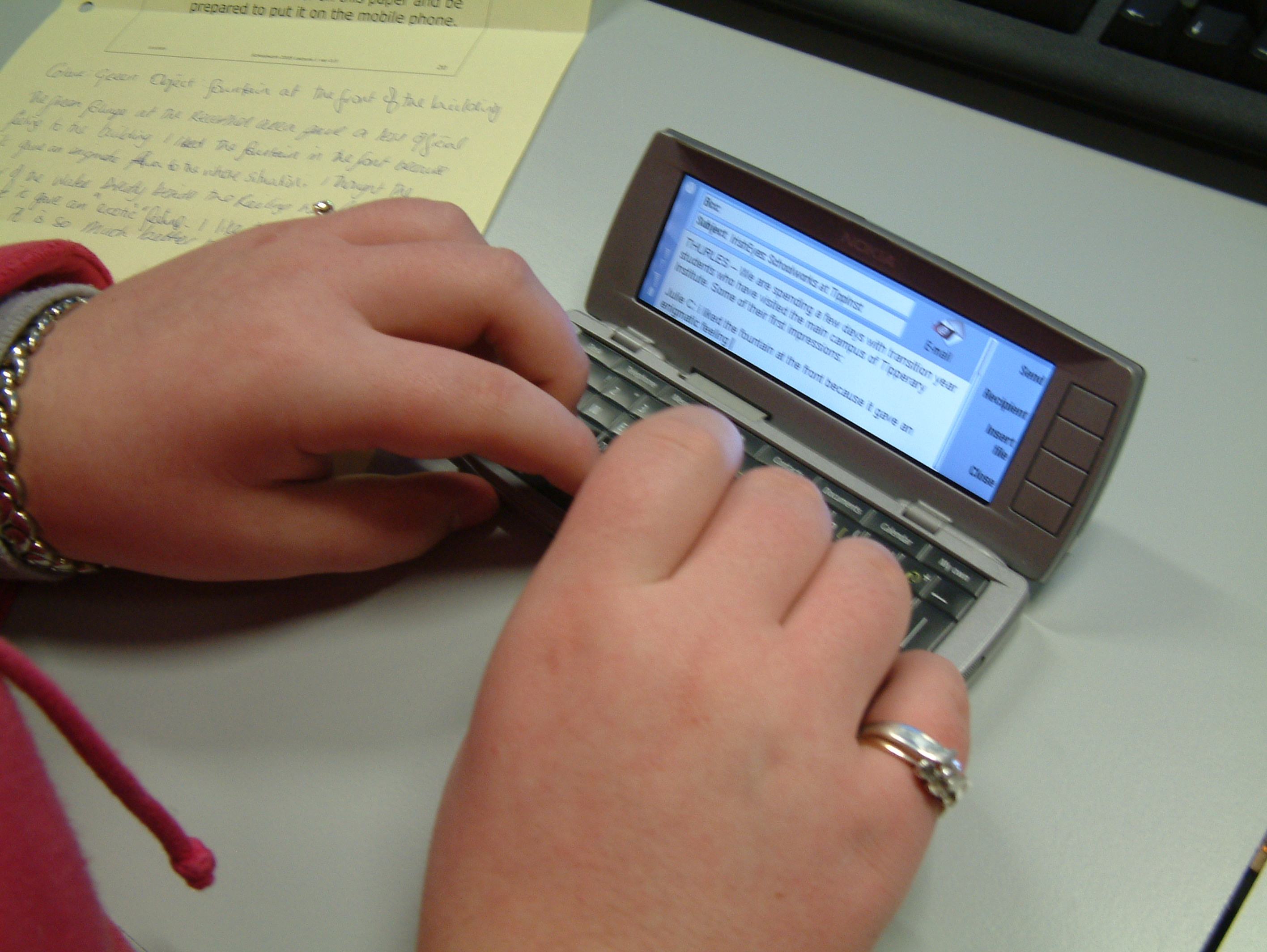
Nokia 9500

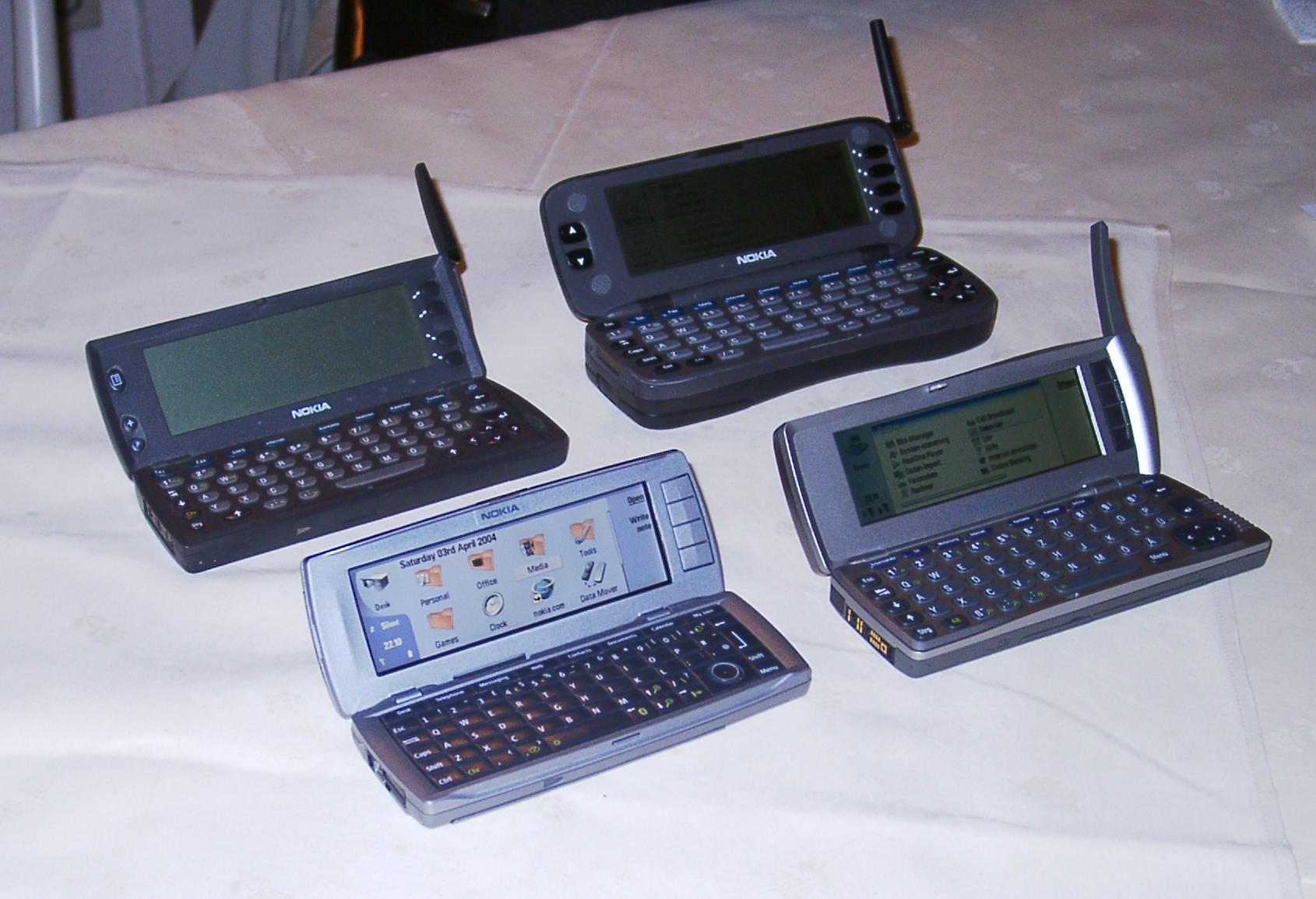
Điện thoại dòng Communicator cổ điển của Nokia

## Thông số
| Nokia 9500 Communicator          |                                                                                   |
| Hệ điều hành Symbian OS Version: | v7.0s                                                                             |
| Giao diện:                       | Series 80 và Series 40                                                            |
| Tần số hoạt động:                | 3 băng tần: GSM 900 / 1800 / 1900 MHz và 850 / 1800 / 1900 MHz, GPRS/EGPRS (EDGE) |
| LAN không dây                    | IEEE 802.11b                                                                      |
| Giao thức email:                 | IMAP4, POP3, SMTP, SyncML                                                         |
| Rộng:                            | 57mm                                                                              |
| Dài:                             | 148mm                                                                             |
| Nặng:                            | 222g                                                                              |
| Màn hình:                        | 640 x 200 pixels, Series 80 128 x 128 pixels, Series 40                           |
| Màu:                             | 65k colors                                                                        |
| Số lượng camera:                 | 1                                                                                 |
| Camera pixels:                   | camera VGA tích hợp                                                               |
| Độ phân giải camera:             | 640 x 480 điểm ảnh;                                                               |
| Ứng dụng:                        | documents, spreadsheet, presentations                                             |
| Đặc điểm Video:                  | RealVideo, MPEG4, và H.263 formats supported                                      |
| Định dạng cây thư mục:           | HTML/XHTML, HTML 4.01, JavaScript 1.3 Opera browser                               |
| Kết nối:                         | USB (Nokia Connectivity Cable DKU-2) Bluetooth® technology, hồng ngoại            |
| Bộ nhớ:                          | 80 MB bộ nhớ trong máy                                                            |